# Idaea nili
Idaea nili là một loài bướm đêm trong họ Geometridae.